# Bethel Bible College
Das Bethel Bible College (auch: Bethel Gospel School) war ein Bible College, das von 1900 bis 1901 in Topeka im US-Bundesstaat Kansas bestand. Das College gilt als Ausgangspunkt der Pfingstbewegung. Charles Parham hatte es gegründet, aber trotz des euphorischen Beginns wurde es bereits wieder geschlossen, noch bevor zwei Jahre vergangen waren.

## Beginn der Pfingstbewegung

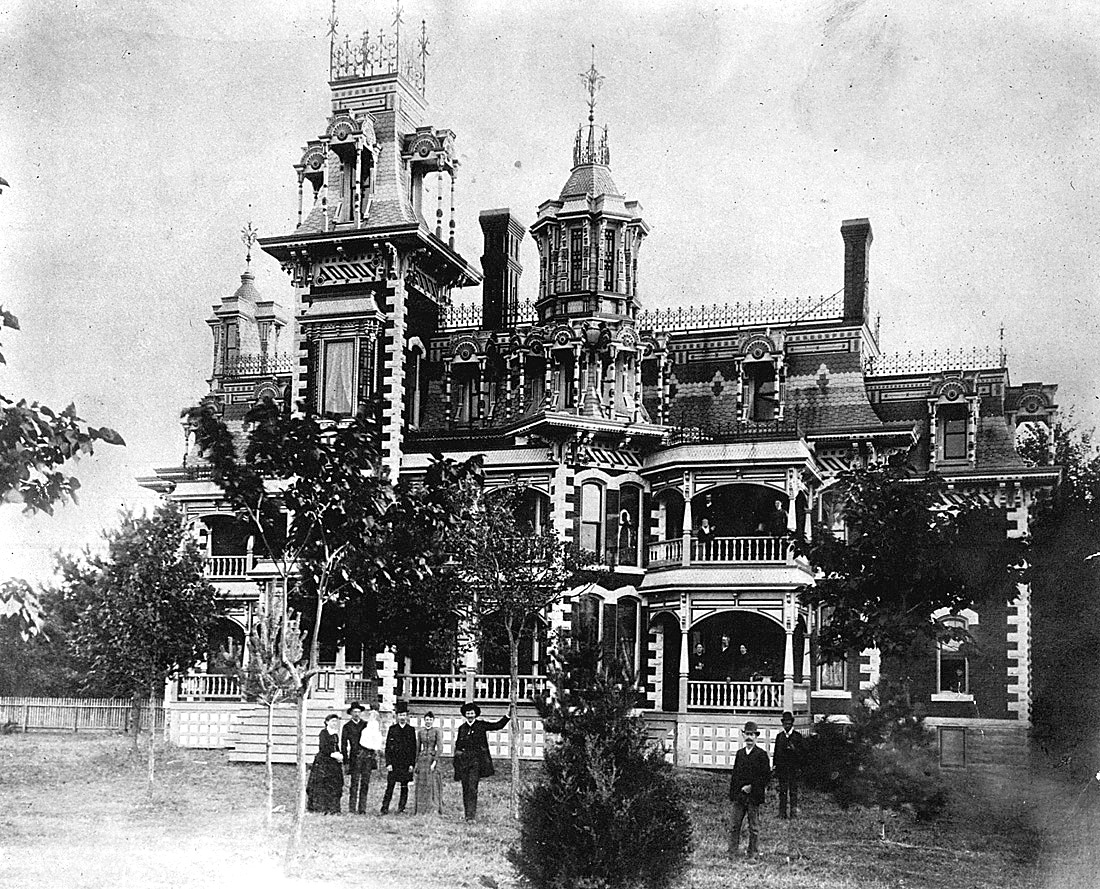
Bethel Bible College

Vierzig Studenten hatten sich bei Parham versammelt, um von ihm die Grundlagen der Heiligungsbewegung (Holiness Movement) zu lernen. Parham legte besonderen Wert auf die Geistestaufe und gab seinen Studenten auf, ein Indiz dafür dingfest zu machen. Die Studenten legten Zungenrede als untrügliches Zeichen fest und nach einer Zeit des Fastens war Agnes Ozman die erste, die dieses Verhalten zeigte.
Bei einem Vortrag von Parham in Houston wurde William Seymour inspiriert, diese Botschaft in Los Angeles zu verkünden, woraus das Azusa Street Revival hervorging, das seinerseits andere christliche Gruppen beeinflusste. Viele Pfingstgemeinden führen ihre Entstehung auf die Ereignisse in diesen Institutionen zurück. Die Schule wurde bereits nach wenigen Monaten wieder aufgelöst; die Pfingstbewegung entwickelte sich jedoch zu einer eigenen Denomination mit Millionen Gläubigen.